# Borba (kommun i Brasilien)
Borba är en kommun i Brasilien.   Den ligger i delstaten Amazonas, i den centrala delen av landet, 1 700 km nordväst om huvudstaden Brasília. Antalet invånare är 34 452.
Följande samhällen finns i Borba:
- Borba

I omgivningarna runt Borba växer i huvudsak städsegrön lövskog. Trakten runt Borba är nära nog obefolkad, med mindre än två invånare per kvadratkilometer.